# Bassano Politi
 (septembre 2021).
Pour les articles homonymes, voir Politi.
Bassano Politi est un mathématicien italien du XVIe siècle.

## Biographie

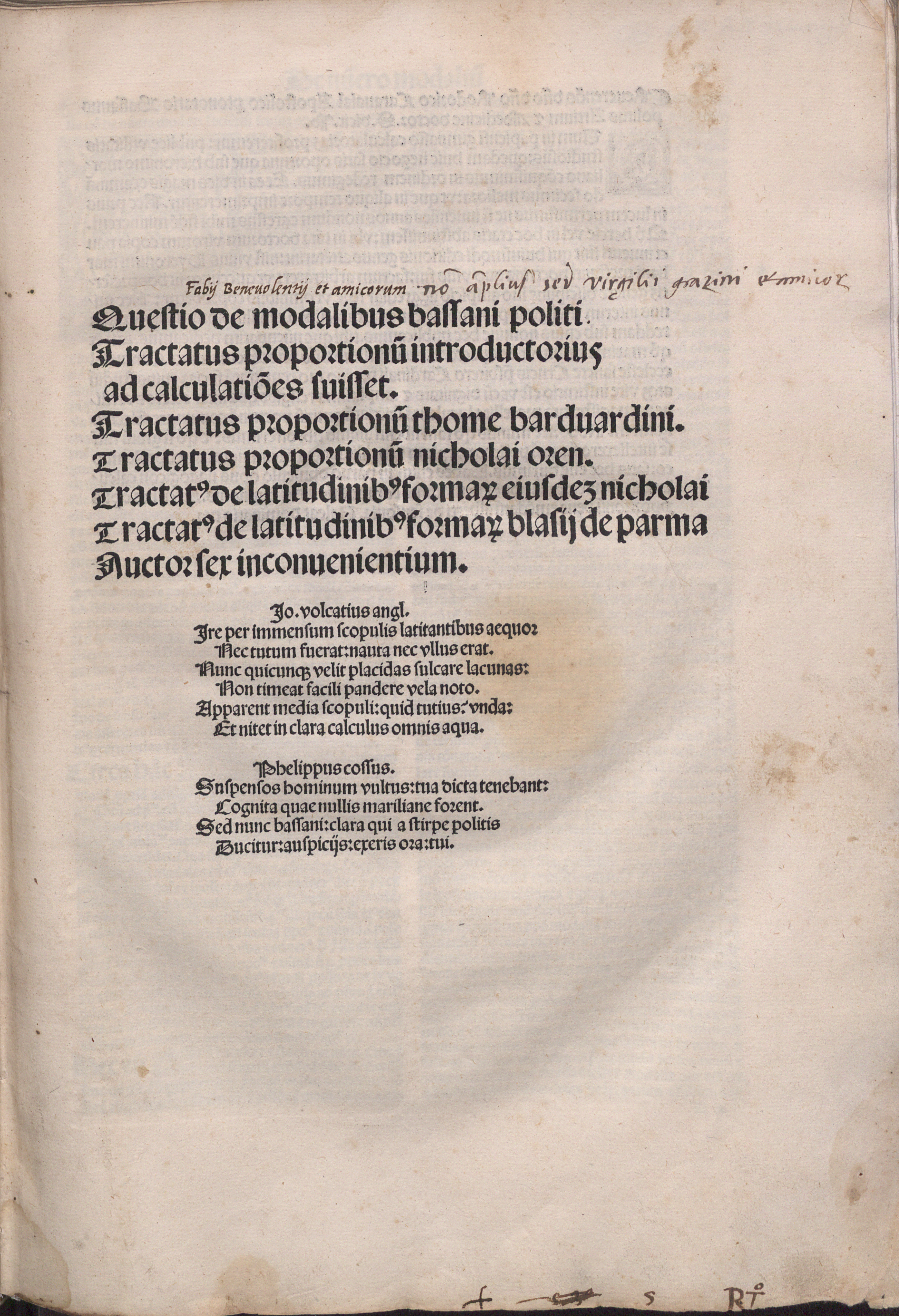
Questio de modalibus, page de titre

Bassano Politi a publié Questio de modalibus, un livre où il a rassemblé plusieurs traités médiévaux de Thomas Bradwardine, Nicole Oresme, Blaise de Parme et Giovanni di Casali,.

## Œuvres
- (la) Questio de modalibus, Venise, Ottaviano Scoto, Boneto Locatello, 1505 (lire en ligne)